# Rusłan Biczurin
Rusłan Rustiamowicz Biczurin (ros. Руслан Рустямович Бичурин; ur. 14 lutego 1997) – rosyjski zapaśnik walczący w stylu klasycznym. Srebrny medalista mistrzostw Europy w 2024 roku.
Mistrz Rosji w 2024 i trzeci w 2023 roku.